# Gentoolkit

gentoolkit — набор скриптов для администрирования систем, работающих на Gentoo Linux. Для установки следует набрать: emerge gentoolkit .

## gentoolkit
Пакет содержит следующие инструменты Portage:
- eclean — Удаляет устаревшие архивы с исходными текстами и устаревшие бинарные пакеты.
- equery — Используется для выяснения принадлежности данных файлов к какому-либо пакету.
- euse — Утилита конфигурации USE-флагов.
- glsa-check — Проверяет общую безопасность системы.
- revdep-rebuild — Сканирует и исправляет нарушенные зависимости.

## gentoolkit-dev
- eviewcvs — Генерирует URL для ViewCVS
- gensync — Синхронизирует локальное дерево Portage с произвольного репозитория.
- ekeyword — Изменяет/обновляет ключевые слова в наборе ebuild'ов.
- ebump — Сообщает номер ревизии ebuild'а и всех поддерживаемых файлов.
- echangelog — Автоматически генерирует changelog записи в файле ebuild.